# М. Мани
М. Мани (малаял. എം. മണി), также известный как Арома Мани (30 ноября 1939, Тривандрам, Британская Индия — 14 июля 2024, Куннукулай, Керала) — индийский кинопродюсер и кинорежиссёр
, снимавший фильмы на малаялам и тамильском языках.

## Биография
Родился в семье Мадхавана Пиллая и Таямамалы в Пуннамуду Каллиюр недалеко от Тируванантапурама. После получения образования открыл магазин канцелярских товаров в центре столицы штата. Позже переоборудовал его в отель «Импала», а затем открыл отели «Арома» и «Сангита». 
К концу 1970-х годов Мани знал многих выдающихся людей в сфере политики, культуры и киноиндустрии. Среди его друзей был актёр Мадху, который предложил ему стать продюсером его нового фильма Dheerasameere Yamuna Theere. Для этого Мани основал продюсерскую компанию Sunita Productions, назвав её в честь своей дочери. 
В 1982 году он дебютировал как режиссёр в фильме Aa Divasam, когда изначально приглашенный П. Г. Вишвамбхаран не смог им заняться. Для этого фильма Мани сам написал сюжет. Он также был автором сюжета в Urakkam Varaatha Raathrikal и Rowdy Ramu, вышедших в 1978 году. Как режиссёр он снял семь фильмов.
Выпущенные им Thinkalaazhcha Nalla Divasam (1985) Падмараджана и Doore Doore Oru Koodu Koottam (1986) Сиби Малайила завоевали Национальные кинопремии как лучший фильм на малаялам и лучший фильм на другие социальные темы, соответственно. Ему приписывают создание наибольшего количества фильмов в киноиндустрии на малаялам. Всего под баннерами Aroma Movie International и Sunitha Productions он спродюсировал более 60 фильмов. Среди выпущенных им хитов такие фильмы как Irupatham Noottandu (1987), Oru CBI Diary Kurippu (1988), August 1 (1988), Jagratha (1989), Kottayam Kunjachan (1990), Dhruvam (1993), Commissioner(1994) и F.I.R. (1999). Его последним проектом стал Artist (2013) Шьямапрасада.
М. Мани скончался 14 июля 2024 года в своём доме в Куннукулай, округ Тривандрам. У него остались сыновья Сунилкумар и Анилкумар и дочь Сунита.